# Wysokoje (rejon smoleński)
Wysokoje (ros. Высокое) – wieś (ros. деревня, trb. dieriewnia) w zachodniej Rosji, w osiedlu wiejskim Kozinskoje rejonu smoleńskiego w obwodzie smoleńskim.

## Geografia
Miejscowość położona jest nad Dnieprem (0,8 km od ujścia rzeki Nagać), 1 km od drogi federalnej R120 (Orzeł – Briańsk – Smoleńsk – Witebsk), 19 km od drogi magistralnej M1 «Białoruś», 5,5 km od centrum administracyjnego osiedla wiejskiego (Bogorodickoje), 11,5 km od Smoleńska, 1 km od najbliższego przystanku kolejowego (368 km).
W granicach miejscowości znajdują się ulice: Dnieprowskaja, Sadowaja, Okrużnaja, Oziornaja.

## Demografia
W 2010 r. miejscowość zamieszkiwało 129 osób.